# لئو هونیگزبرگ
لئو هونیگزبرگ (کرواتی: Lavoslav Hoenigsberg؛ ۱۸۶۱ – ۲ مه ۱۹۱۱) معمار اهل کرواسی بود.